# XXL (группа)
XXL — македонский гёрлз-бэнд, созданный специально для участия на конкурсе песни Евровидение 2000.
В состав группы входили Мария Николова (макед. Марија Николова), Ивона Джамтовска (макед. Ивона Џамтовска), Росица Николовска и Верица Каранфиловска. На момент участия на Евровидении участницам коллектива было 16—18 лет.
В 2000 году представили свою страну на конкурсе песни Евровидение с композицией «100 % те љубам». Несмотря на положительную оценку музыкальных критиков и фанатов конкурса, выступление группы прошло малоуспешно: набрав 29 баллов, конкурсантки финишировали пятнадцатыми. По мнению историка Евровидения Джона Кеннеди О’Коннора, несмотря на хорошую хореографию и хорошо проработанный номер, вокальные данные исполнительниц оставляли желать лучшего, что и привело к плохому результату.